# Pfitschigogerl
Pfitschigogerl, auch Fitschigogerl, ist ein österreichisches Gesellschaftsspiel in einer einfachen Form von Tischfußball. Der Name im österreichischen Dialekt ist aus pfitschen (schnell dahingleitend) und Gagel (ein runder Gegenstand) zusammengesetzt.

## Spielregeln
Die Spielregeln variieren so stark, dass es nur zwei verschiedene Grundregeln gibt:
1. Jeweils zwei Spieler treten gegeneinander an.
2. Das Spiel wird mit Münzen als "Ball" und einem Lineal als "Schläger" gespielt.

Für eine Variante mit fixen Toren gelten folgende Regeln:
1. Jeder Spieler hat eine größere Münze (z. B. 2 Euro), eine kleinere Münze (z. B. 50 Cent) ist der "Ball".
2. Mit einem Lineal oder einem ähnlich großen Plastikstück schubst der Spieler eine der beiden großen Münzen so, dass sie die kleine Münze trifft und sie im besten Fall ins Tor befördert. Die Tore bestehen aus zwei anderen beliebigen Münzen, die im Abstand von 5,5 cm auf beiden Seiten des Spielfelds nebeneinander aufgelegt werden.

Es gibt aber auch Varianten ohne feste Tore:
1. Das Spiel wird mit drei Münzen geringen Wertes (früher meist 20 oder 50 Groschen) gespielt.
2. Mit dem Lineal versucht der Spieler, der jeweils an der Reihe ist, eine der drei Münzen durch den Zwischenraum der anderen beiden hindurch zu schubsen.

## Vereine
In Österreich gibt es einige wenige Pfitschigogerl-Vereine, die Meisterschaften abhalten und auch gegeneinander antreten.